# Spikselån
Spikselån är en å i Bodens kommun, mellersta Norrbotten, Sverige. Den är omkring 25 km lång. Spikselån utgör det största biflödet till Kvarnån i Bodträskåns avrinningsområde.